# Cumbernauld
Cumbernauld (Comar nan Allt en gaélique écossais (gd)) est une ville nouvelle d'Écosse, située dans le council area du North Lanarkshire et dans la région de lieutenance et ancien comté du Dunbartonshire. De 1975 à 1996, elle était la capitale administrative du district de Cumbernauld and Kilsyth (originellement appelé Cumbernauld), au sein de la région du Strathclyde. Elle se trouve dans la Central Belt à environ 21 km à l'Est de Glasgow et à 60 km à l'Ouest d'Édimbourg. Son nom est d'origine gaelique (comar nan allt), qui signifie "la rencontre des eaux". En effet, Cumbernauld se trouve entre les fleuves Clyde et Forth. Sa population est d'environ 50 000 habitants en 2000.

## Histoire
Cumbernauld existe depuis l'époque romaine, mais la ville au sens propre du terme date de 1963. L'architecte Geoffrey Copcutt voulut une séparation complète entre voitures et piétons. Un des principes fondamentaux de la ville était que les piétons puissent se déplacer sans avoir à traverser une route principale. Cumbernauld est reconnu comme un endroit agréable et sympathique.

## Sport
Le stade multifonction de Broadwood Stadium a ouvert à Cumbernauld en 1994. Les clubs de football de Clyde et de Cumbernauld Colts (en) y jouent leurs matches à domicile, ainsi que la Scottish Rugby Academy, West (en). Le club d'Airdrieonians y a joué pendant 4 saisons de 1994 à 1998.

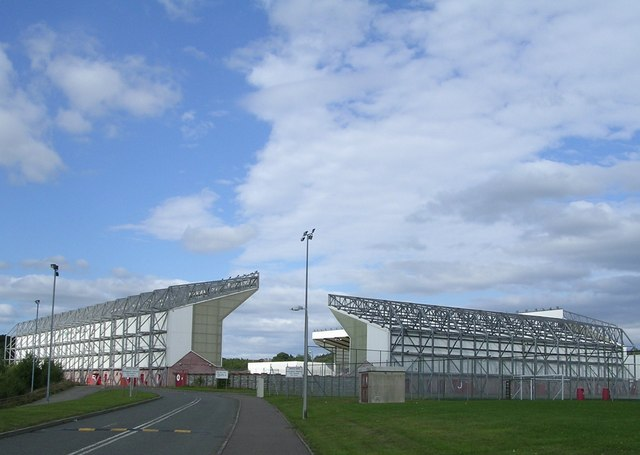
Le Broadwood Stadium de Cumbernauld.